# Didymopanax
Genre
Didymopanax est un genre de plantes à fleurs néotropicales appartenant à la famille des Araliaceae, compte 37 espèces, et dont l'espèce type est Panax morototoni Aubl..
Anciennement inclus dans le genre Schefflera, ce genre a été réhabilité en 2020.

## Liste d'espèces
Selon FIASCHI et al. (2020) :
- Didymopanax acuminatus Marchal
- Didymopanax angustissimus Marchal in C. F. P. von Martius & A. G. Eichler (syn. D. anomalus Taub., D. falcatus Marchal, D. navarroi A. Samp. in Navarro de Andrade & Vecchi)
- Didymopanax auratus (Fiaschi) Fiaschi & G. M. Plunkett
- Didymopanax botumirimensis (Fiaschi & Pirani) Fiaschi & G. M. Plunkett
- Didymopanax burchellii Seem.
- Didymopanax calvus (Cham.) Decne. & Planch. (syn. D. claussenianus Decne. & Planch. ex Marchal in C. F. P. von Martius & A. G. Eichler, D. micranthus Marchal in C. F. P. von Martius & A. G. Eichler, D. pachycarpus Marchal in C. F. P. von Martius & A. G. Eichler)
- Didymopanax capixabus (Fiaschi) Fiaschi & G. M. Plunkett
- Didymopanax cephalanthus Harms
- Didymopanax ciliatifolius (Fiaschi & Frodin) Fiaschi & G. M. Plunkett
- Didymopanax confusus (Marchal) Fiaschi & G. M. Plunkett
- Didymopanax cordatus Taub.
- Didymopanax decaphyllus (Seem.) Fiaschi & G. M. Plunkett
- Didymopanax dichotomus (Fiaschi & Frodin) Fiaschi & G. M. Plunkett
- Didymopanax distractiflorus Harms
- Didymopanax fruticosus (Fiaschi & Pirani) Fiaschi & G. M. Plunkett
- Didymopanax gardneri Seem.
- Didymopanax glaziovii Taub.
- Didymopanax grandigemmus (Fiaschi) Fiaschi & G. M. Plunkett
- Didymopanax kollmannii (Fiaschi) Fiaschi & G. M. Plunkett
- Didymopanax longipetiolatus (Pohl ex DC.) Marchal in C. F. P. von Martius & A. G. Eichler
- Didymopanax lucumoides Decne. & Planch. ex Marchal in C. F. P. von Martius & A. G. Eichler (Syn. D. tomentosus Seem.)
- Didymopanax macrocarpus (Cham. & Schltdl.) Seem.
- Didymopanax malmei Harms
- Didymopanax morototoni (Aubl.) Decne. & Planch.
- Didymopanax pimichinensis (Maguire, Steyerm. & Frodin) Fiaschi & G. M. Plunkett
- Didymopanax plurifolius (Fiaschi & Frodin) Fiaschi & G. M. Plunkett
- Didymopanax plurispicatus (Maguire, Steyerm. & Frodin) Fiaschi & G. M. Plunkett
- Didymopanax prancei (Fiaschi & G.M. Plunkett) Fiaschi & G. M. Plunkett
- Didymopanax pubicarpus (Fiaschi & G.M. Plunkett) Fiaschi & G. M. Plunkett
- Didymopanax quinquecarinatus (Steyerm.) Fiaschi & G. M. Plunkett
- Didymopanax racemiferus (Fiaschi & Frodin) Fiaschi & G. M. Plunkett
- Didymopanax ruschianus (Fiaschi & Pirani) Fiaschi & G. M. Plunkett
- Didymopanax selloi Marchal in C. F. P. von Martius & A. G. Eichler
- Didymopanax tamatamaensis (Maguire, Steyerm. & Frodin) Fiaschi & G. M. Plunkett
- Didymopanax umbrosus (Frodin & Fiaschi) Fiaschi & G. M. Plunkett
- Didymopanax villosissimus (Fiaschi & Pirani) Fiaschi & G. M. Plunkett
- Didymopanax vinosus (Cham. & Schltdl.) Marchal in C. F. P. von Martius & A. G. Eichler